# USS Shangri-La (CV-38)
USS Shangri-La (CV-38) byla letadlová loď Námořnictva Spojených států, která působila ve službě v letech 1944–1971. Jednalo se dvacátou postavenou jednotku třídy Essex (desátou ve verzi s dlouhým trupem).
Byla pojmenována podle fiktivního místa Šangri-La z románu Ztracený obzor od Jamese Hiltona. Její stavba byla zahájena 15. ledna 1943 v loděnici Norfolk Naval Shipyard v Portsmouthu ve Virginii. K jejímu spuštění na vodu došlo 24. února 1944, do služby byla zařazena 15. září 1944. Od dubna 1945 se účastnila operací závěrečné fáze druhé světové války v Tichém oceánu, kde zůstala i po japonské kapitulaci až do října 1945. V květnu 1946 se podílela na jaderných testech na atolu Bikini uskutečněných v rámci operace Crossroads. V roce 1947 byla převedena do rezervy. Po reaktivaci v roce 1951 a překlasifikování na útočnou letadlovou loď (CVA-38) byla Shangri-La rozsáhle upravena v rámci modernizačního programu SCB-27C. Znovuzavedení do služby po celkové modernizaci proběhlo 10. ledna 1955. V roce 1969 byla Shangri-La překlasifikována na protiponorkovou letadlovou loď CVS-38. V roce 1971 byla definitivně vyřazena ze služby a převedena do atlantické rezervní flotily, kde zůstala dalších 11 let. V roce 1988 byla sešrotována.